# Solidarni z Japonią
Solidarni z Japonią – charytatywny album z utworami Fryderyka Chopina w wykonaniu wybitnych polskich pianistów, laureatów Międzynarodowego Konkursu im. Fryderyka Chopina. Pomysł albumu, ze sprzedaży którego pieniądze zostaną przekazane na rzecz ofiar kataklizmu w Japonii, zrodził się w radiowej Trójce. W poparcie projektu włączyło się wiele stacji radiowych i telewizyjnych, zarówno publicznych jak i prywatnych. Promocja odbywała się także w prasie i w internecie. W akcję włączyła się Polska Akcja Humanitarna. Płyta została objęta honorowym patronatem Prezydenta Rzeczypospolitej Polskiej – Bronisława Komorowskiego. Cel – przekazanie dochodu ze sprzedaży płyty dzieciom, które ucierpiały w katastrofie, jaka dotknęła Japonię 11 marca 2011 roku (trzęsienia ziemi i fale tsunami).
Składanka zadebiutowała na 5. miejscu Oficjalnej Listy Sprzedaży Związku Producentów Audio Video, a w następnie przez sześć tygodni z kolei znajdowała się na samym jej szczycie. Album uzyskał status platynowej płyty.

## Lista utworów
1. Krystian Zimerman – Ballada g-moll op. 23
2. Janusz Olejniczak – Etiuda F-dur op. 25 nr 3
3. Janusz Olejniczak – Etiuda F-dur op. 10 nr 8
4. Janusz Olejniczak – Etiuda h-moll op. 25 nr 10
5. Barbara Hesse-Bukowska – Polonez c-moll op. 40 nr 2
6. Adam Harasiewicz – Mazurek G-dur op. 50 nr 1
7. Adam Harasiewicz – Mazurek As-dur op. 50 nr 2
8. Adam Harasiewicz – Mazurek cis-moll op. 50 nr 3
9. Piotr Paleczny – Polonez As-dur op. 53
10. Rafał Blechacz – Preludium e-moll op. 28 nr 4
11. Rafał Blechacz – Preludium E-dur op. 28 nr 9
12. Rafał Blechacz – Preludium Fis-dur op. 28 nr 13
13. Rafał Blechacz – Preludium Des-dur op. 28 nr 15
14. Ewa Pobłocka – Scherzo h-moll op. 20

## Sprzedaż
| OLiS- Oficjalna Lista Sprzedaży |    |    |    |    |    |    |    |    |    |    |    |    |    |    |    |    |    |    |    |    |    |
| Tydzień                         | 01 | 02 | 03 | 04 | 05 | 06 | 07 | 08 | 09 | 10 | 11 | 12 | 13 | 14 | 15 | 16 | 17 | 18 | 19 | 20 | 21 |
| Pozycja                         | 5  | 1  | 1  | 1  | 1  | 1  | 1  | 2  | 8  | 10 | 7  | 14 |    |    |    |    |    |    |    |    | –  |